# Karigador
Karigador is een plaats in de gemeente Brtonigla in de Kroatische provincie Istrië. De plaats telt 141 inwoners (2001).